# Sjöstridsflottilj
Sjöstridsflottilj är ett militärt förband som består av örlogsfartyg.
I och med Försvarsbeslutet 2004 organiserade man om flottiljerna inom Flottan.

## Tidigare organisation
Tidigare var flottiljerna indelade efter uppgift. Fram till och med 2004-12-31 bestod Flottan av:
- 1. Ubåtsflottiljen med hemmahamn Karlskrona
- 2. Ytstridsflottiljen med hemmahamn Haninge garnison
- 3. Ytstridsflottiljen med hemmahamn Karlskrona
- 4. Minkrigsflottiljen med hemmahamn Berga och Karlskrona

Uppgifterna för förbanden var som framick av namnen Ubåtstjänst, Ytstrid och Minkrig (både utläggning och röjning av minor). Minkrigsflottiljen hade i stort sett samma organisation ända sedan 1956.

## Ny organisation
2005-01-01 lades 2. Ytstridsflottiljen ned. I och med detta organiserades även övriga flottiljer om och en ny benämning, Sjöstridsflottilj, infördes. Dessa flottiljer har funktionerna ytstrid, ubåtsjakt och minkrigföring. Fördelen med denna nya organisation är att förbanden numera innehar alla funktioner som svenska stridsfartyg, förutom ubåtar, hanterar.

### Förband
- 1. Ubåtsflottiljen flyttades till Karlskrona.
- 3. Sjöstridsflottiljen inrättas. Fartygen ur f.d. 4. Minkrigsflottiljen som var baserade i Karlskrona och f.d. 3. Ytstridsflottiljen utgör den nya 3. Sjöstridsflottiljen.
- 4. Sjöstridsflottiljen inrättas. Fartygen som ingick i 2. Ytstridsflottiljen och fartygen ur f.d. 4. Minkrigsflottiljen med hemmahamn Berga bildade nya 4. Sjöstridsflottiljen. Ny hemmahamn blev Muskö.